# LWB-23 Krak
LWB-23 Krak – prototyp lekkiego transportera opancerzonego dla oddziałów piechoty górskiej, skonstruowany w Hucie Stalowa Wola.

## Konstrukcja
Transporter oznaczony początkowo jako MT-LB-23M, skonstruowano na początku lat 90 XX w. w Ośrodku Badawczo - Rozwojowym Maszyn Ziemnych i Transportowych HSW, na sześciokołowym podwoziu transportera MT-LB, z polskim silnikiem SW 680T. Kadłub spawany z płyt pancernych, wodoszczelny. Pancerz zapewniał ochronę przed pociskami broni strzeleckiej i odłamkami pocisków artyleryjskich małego kalibru. W przedniej części pojazdu znajdował się przedział transmisji napędu, a za nim przedział kierowania. W przedziale kierowania po lewej stronie było miejsce kierowcy, a po prawej dowódcy. Obaj członkowie załogi mieli przed sobą okna ze szkła pancernego, zakrywane pancernymi pokrywami. Kierowca dysponował trzema peryskopami TNPO-170A. Silnik umieszczono za przedziałem kierowania, w centralnej części pojazdu, przesunięty ku lewej burcie. Po prawej stronie znajdował się korytarzyk łączący przedział kierowania z przedziałem bojowo - transportowym, zajmującym tylną część pojazdu. Zawieszenie stanowiło sześć pojedynczych kół jezdnych na wahaczach resorowanych wałkami skrętnymi po każdej stronie. Pierwsze i ostatnie koła miały amortyzatory hydrauliczne. Gąsienice o szerokość 350 mm.
Transporter mógł pływać po przygotowaniu polegającym m.in. na założeniu osłon hydrodynamicznych na gąsienice w przedniej części i podniesieniu falochronu na dziobie. Napęd w wodzie zapewniały poruszające się gąsienice. 
Po wyprodukowaniu prototypu i wykonaniu testów MON wycofało się z finansowania projektu.

## Uzbrojenie
Transporter był uzbrojony w automatyczne działko kalibru 23 mm, produkcji Zakładów Mechanicznych w Tarnowie  i sprzężony z nim karabin maszynowy PK/PKM. Uzbrojenie umieszczono na obrotowej wieżyczce.